# Kongens Foged
Kongens Foged er en dansk stumfilm fra 1913, der er instrueret af Sofus Wolder efter manuskript af Marius Wulff.

## Handling
Denne artikel mangler et handlingsreferat. Hjælp os med at skrive det.